# Villa di Maiano

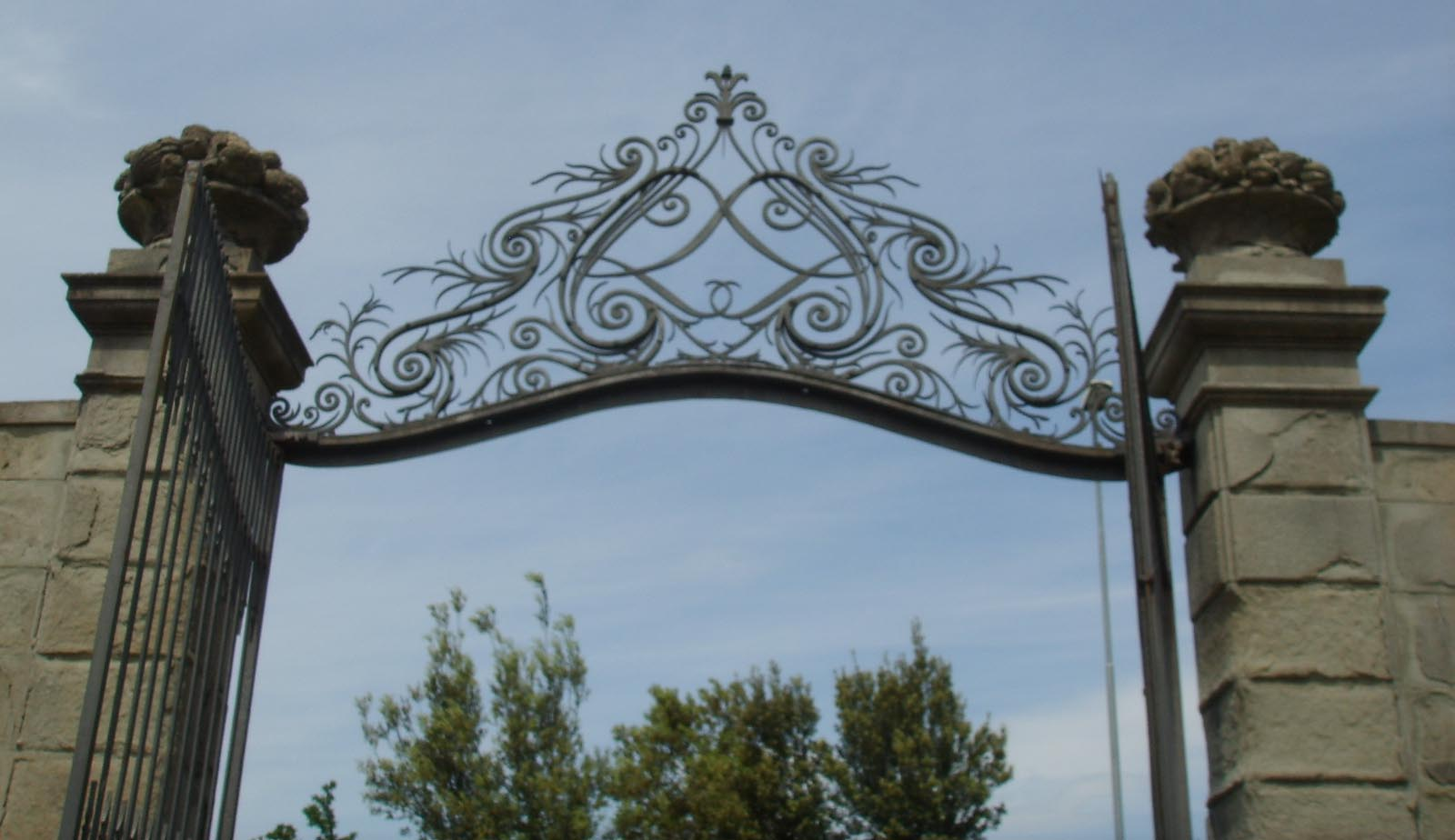
La cancellata in ferro battuto

La Villa di Maiano si trova in via del Salviatino 1, località Maiano, a Fiesole.

## Storia e descrizione
L'originario "palagio di Maiano" appartenne ai Tolosini, passando poi per via ereditaria ai Boscoli, che nel 1464 lo vendettero agli Alessandri. Venne devastato nel 1481 da un uragano, tanto che l'allora proprietario Bartolomeo degli Alessandri, per far fronte ai debiti, dovette vendere l'intero complesso con l'ampio podere circostante. La cedette al cognato Guido Sforza, conte di Santa Fiora, e suo figlio la vendé poi nel 1510 ai Buonagrazia. Nel 1546 era di proprietà dei Pazzi e qui nacque Caterina, la futura santa Maria Maddalena dei Pazzi.
Nel XVIII secolo si estinse il ramo nobile dei Pazzi con Luigi di Cosimo e la villa passò così ai Gucci Tolomei, prima di entrare nei possedimenti di John Temple Leader nel 1850, il quale la acquisto "a cancello chiuso", cioè con tutto quello che conteneva.
L'eclettico uomo politico inglese fece della villa la sua abitazione e il centro dei suoi affari, iniziando quei lavori di complessivo restauro della zona che ebbero il culmine nella ristrutturazione neogotica del vicino Castello di Vincigliata.

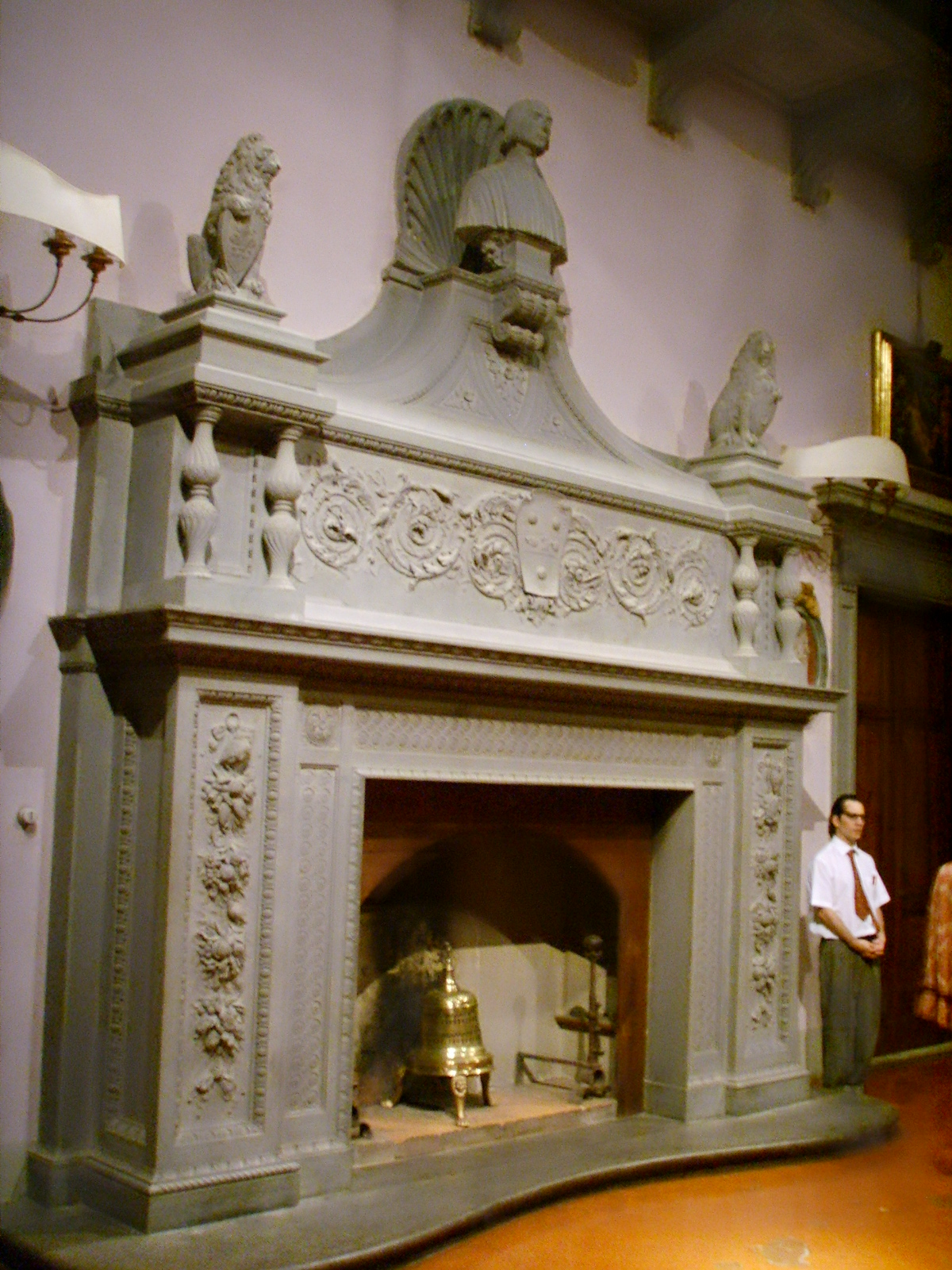
Il monumentale camino in pietra della sala centrale

Lavorò per Temple Leader alla villa di Maiano l'architetto Felice Francolini, che, rispettando l'aspetto quattrocentesco della proprietà, avviò una ristrutturazione globale con interventi anche radicali, come il rialzo di un piano e l'aggiunta del torrione centrale, in stile goticheggiante (che cita esempi come villa la Petraia) con loggia. Anche la facciata verso sud venne arricchita, costruendo un ampio portico con colonne doriche, ispirato a quello della villa medicea di Artimino, che crea un'ampia terrazza panoramica raggiungibile tramite una scalinata in pietra serena.
Il cortile centrale venne trasformato in un'ampia sala da ballo neorinascimentale, arredato con pezzi originari della villa o appositamente commissionati ad artigiani locali. L'ultimo intervento fu la costruzione, tra il 1863 e il 1864, della cappellina privata, posta sul lato nord della villa. Il piccolo oratorio venne eretto su progetto di Giuseppe Fancelli, che era figlio del fattore di John Temple Leader e discendente di una famiglia di altri esponenti distinti nel campo dell'arte. Il Fancelli realizzò un ambiente raccolto a navata unica separato dal corpo della villa e con la decorazione delle vetrate della prestigiosa officina di Ulisse De Matteis.
La villa ebbe numerosi ospiti illustri, come la Regina Vittoria che nel 1893 fece alcuni schizzi del laghetto per il suo album di ricordi.
Con la morte di Leader nel 1903 tutte le sue proprietà passarono al suo nipote Richard Bethell Lord Westbury, che cedette la villa al chirurgo Teodoro Stori nel 1917. I discendenti di sua moglie, Elisabetta Corsini sono gli attuali proprietari della villa che per questo viene anche talvolta indicata come Villa Corsini di Maiano.
Inoltre nel videogioco Assassin's Creed II, la Villa (nel gioco è chiamata "Villa Auditore") viene rappresentata in modo dettagliato e accurato, poiché il protagonista del gioco, Ezio Auditore, ha la possibilità di visitarla durante il suo percorso.

## Giardini

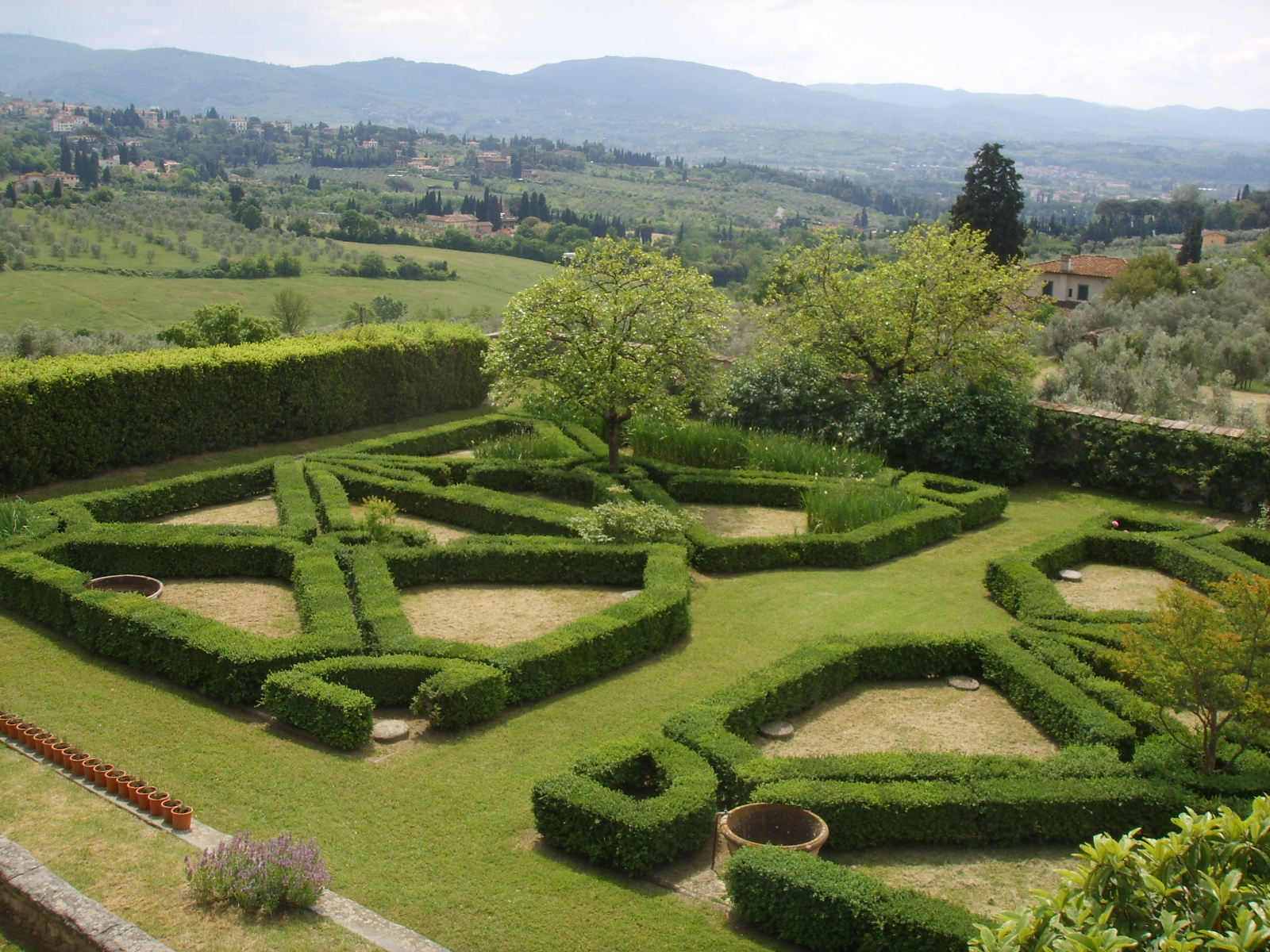
Il giardino all'italiana

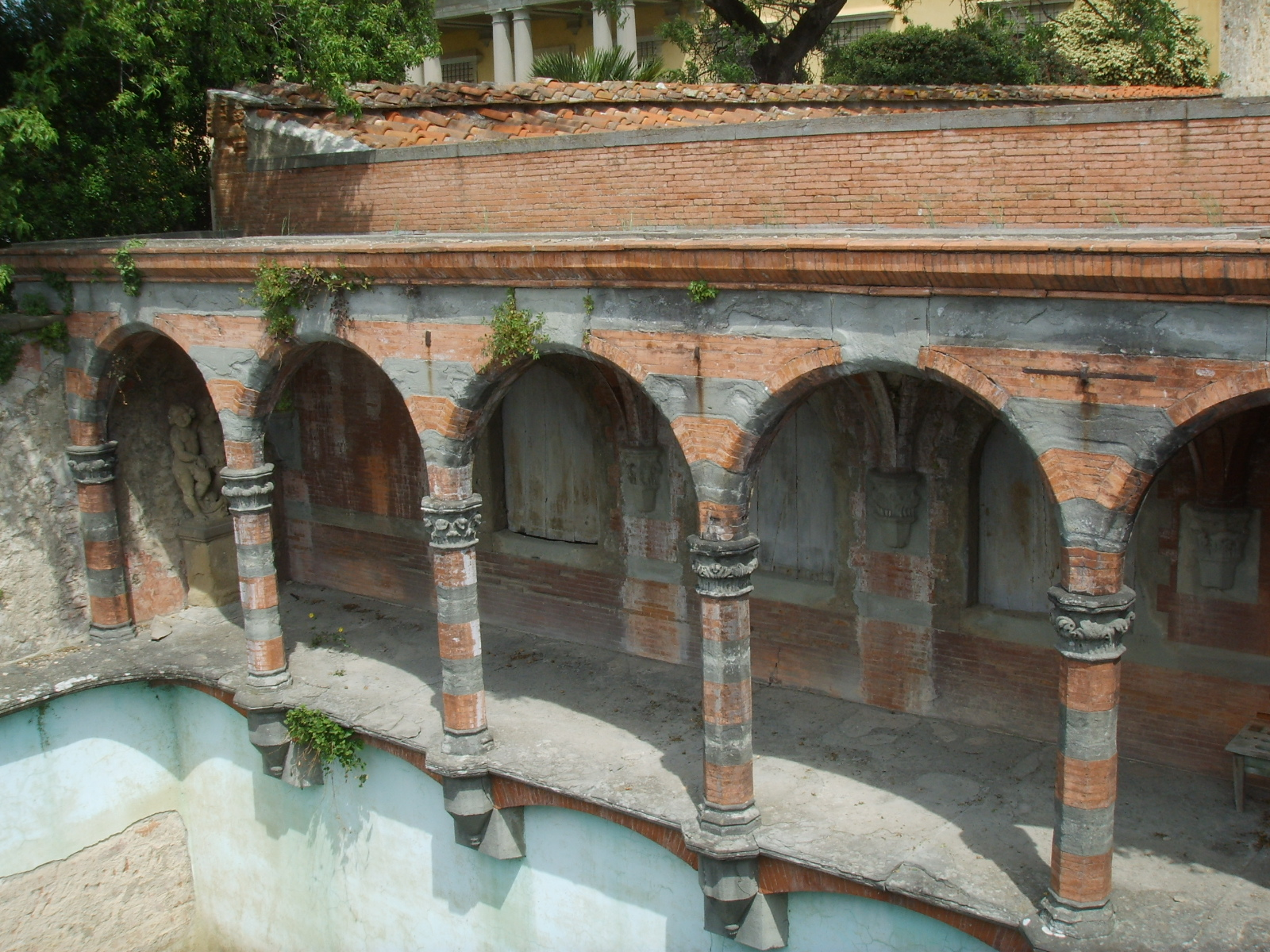
La piscina neogotica

Il giardino davanti alla villa è composto da un grande prato, movimentato da alcuni elementi come un pozzo, una gazebo e una piscina rettangolare decorata da una loggetta neogotica in raffinata bicromia di mattoni e pietra e il Laghetto delle Colonne, di forma irregolare che sfruttava una cavità naturale. In questi bacini John Temple Leader era solito immergersi per diletto personale, per rigenerare lo spirito e esercitare il corpo.
Nella parte finale una terrazza pavimentata in pietra con balaustra rappresenta il miglior punto panoramico del giardino. Dal prato, in asse con l'ingresso principale della villa, due leoni-marzocchi con stemmi araldici familiari introducono al passaggio verso la terrazza inferiore, voltato a botte.
La terrazza inferiore conserva un grande giardino all'italiana, con siepi geometriche circondate dal bosso e ospitanti varie essenze fiorite. Il lato nord, al di sotto della terrazza del livello superiore, è chiuso da un edificio di servizio che funge anche da limonaia.
Il lato ovest, verso via del Salviatino, ha una più contenuta terrazza che guarda sulla parte agricola della proprietà. Vi si trova un prato con due alberi ad alto fusto, bordato da siepi in bosso che disegnano motivi geometrici.
La parte a nord della villa invece ospita un parco all'inglese, progettato da Giuseppe Fancelli e Alessandro Papini (esperto nell'idraulica e valido architetto paesaggista), venne creato in un'area in stato di abbandono dove si trovavano le antiche cave di pietra arenaria. Vi si trovano boschi di conifere e latifoglie, corsi d'acqua e uliveti, punteggiati qua e là da statue, fontane e altre decorazioni.

## Altre immagini

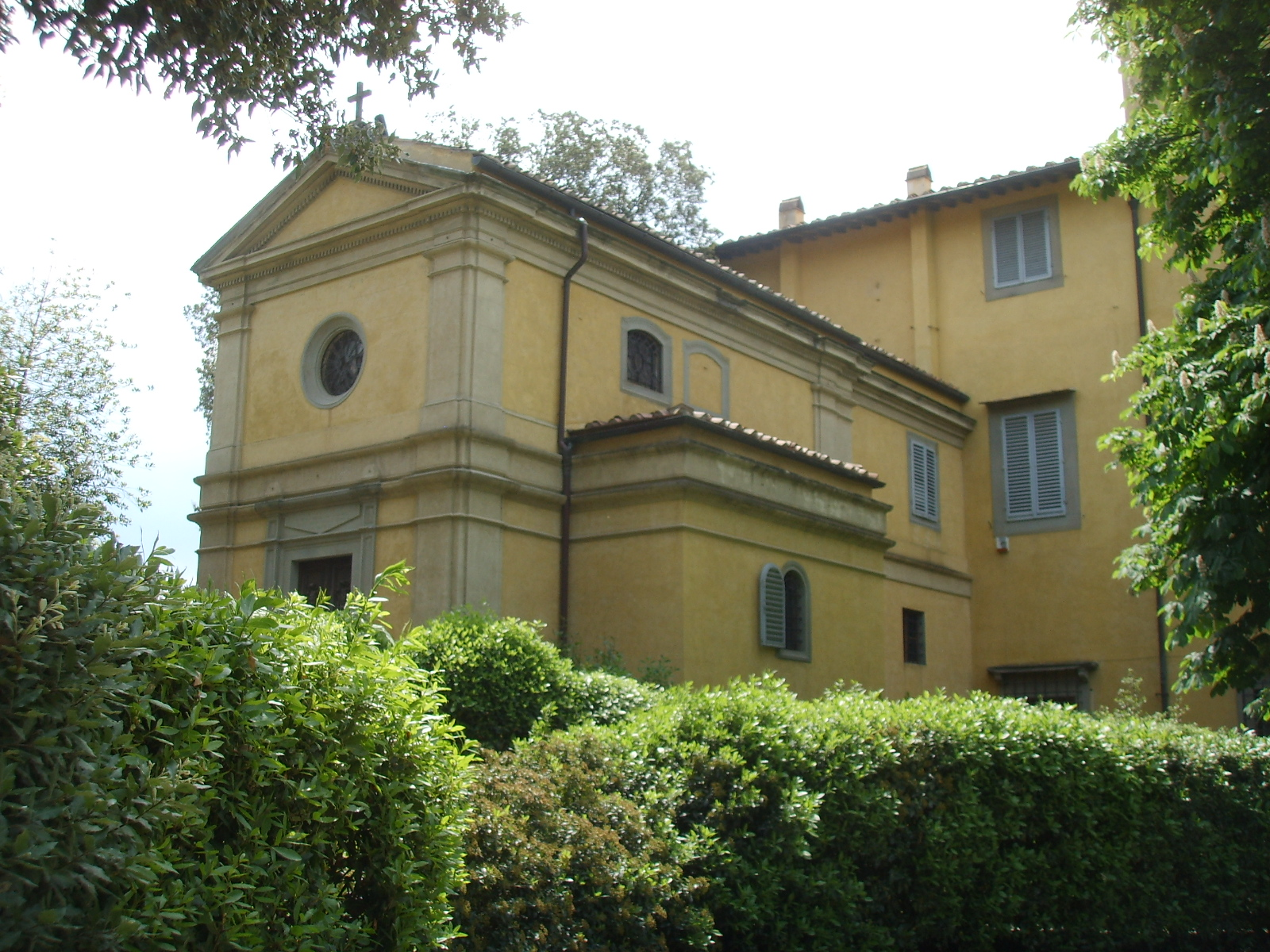
La cappella
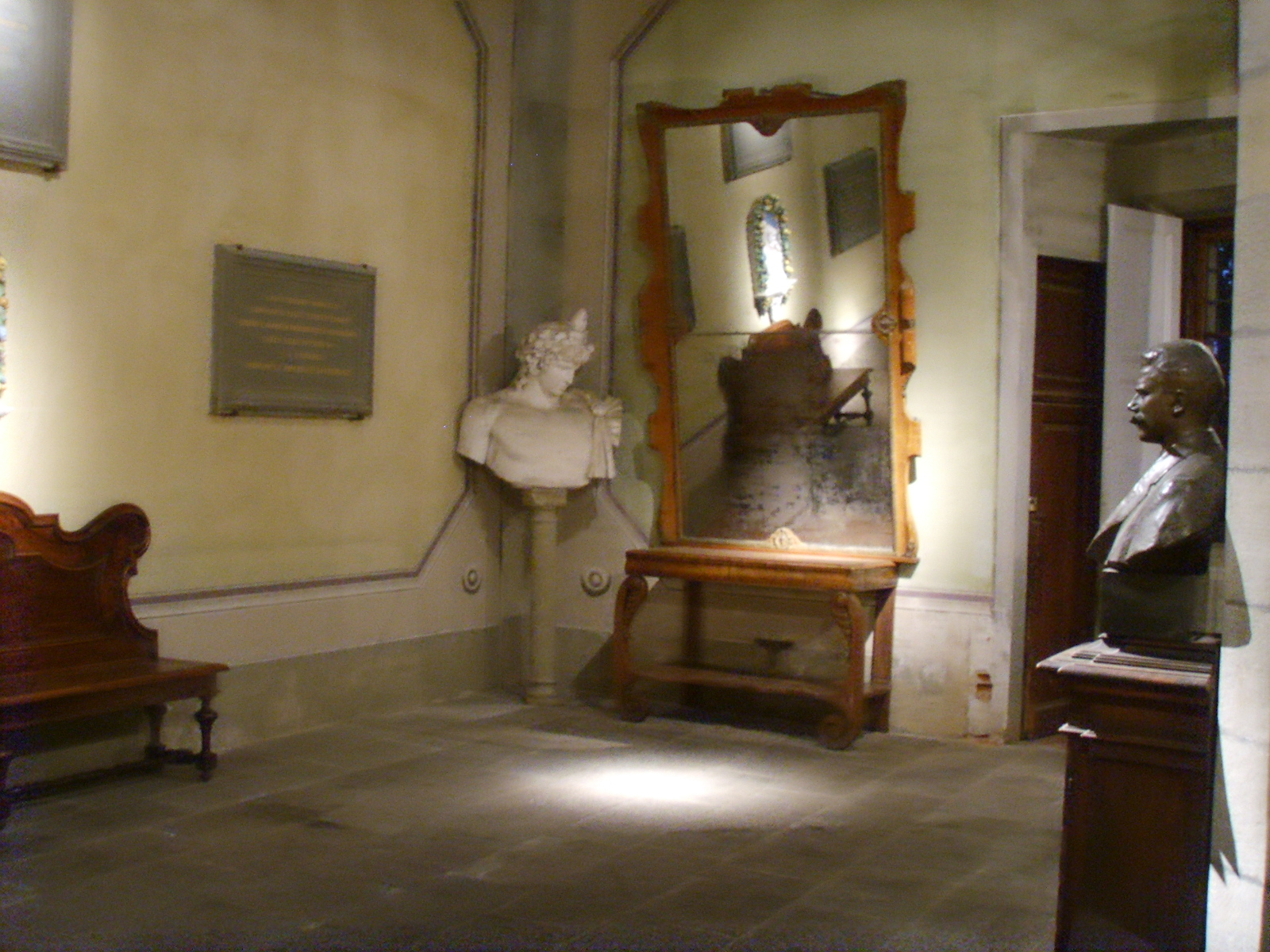
Il vestibolo di accesso, ornato da statue e lapidi
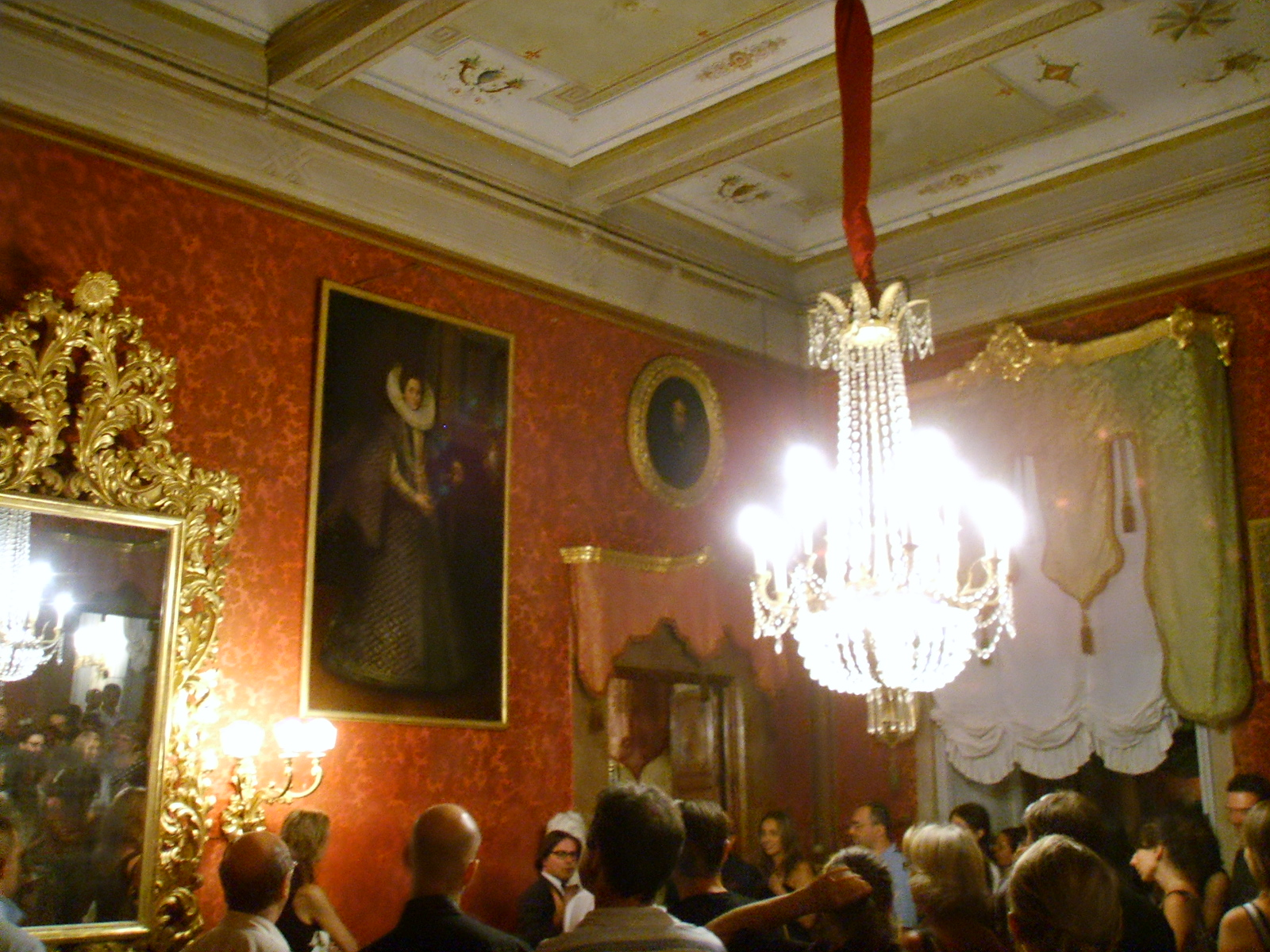
Sala rossa
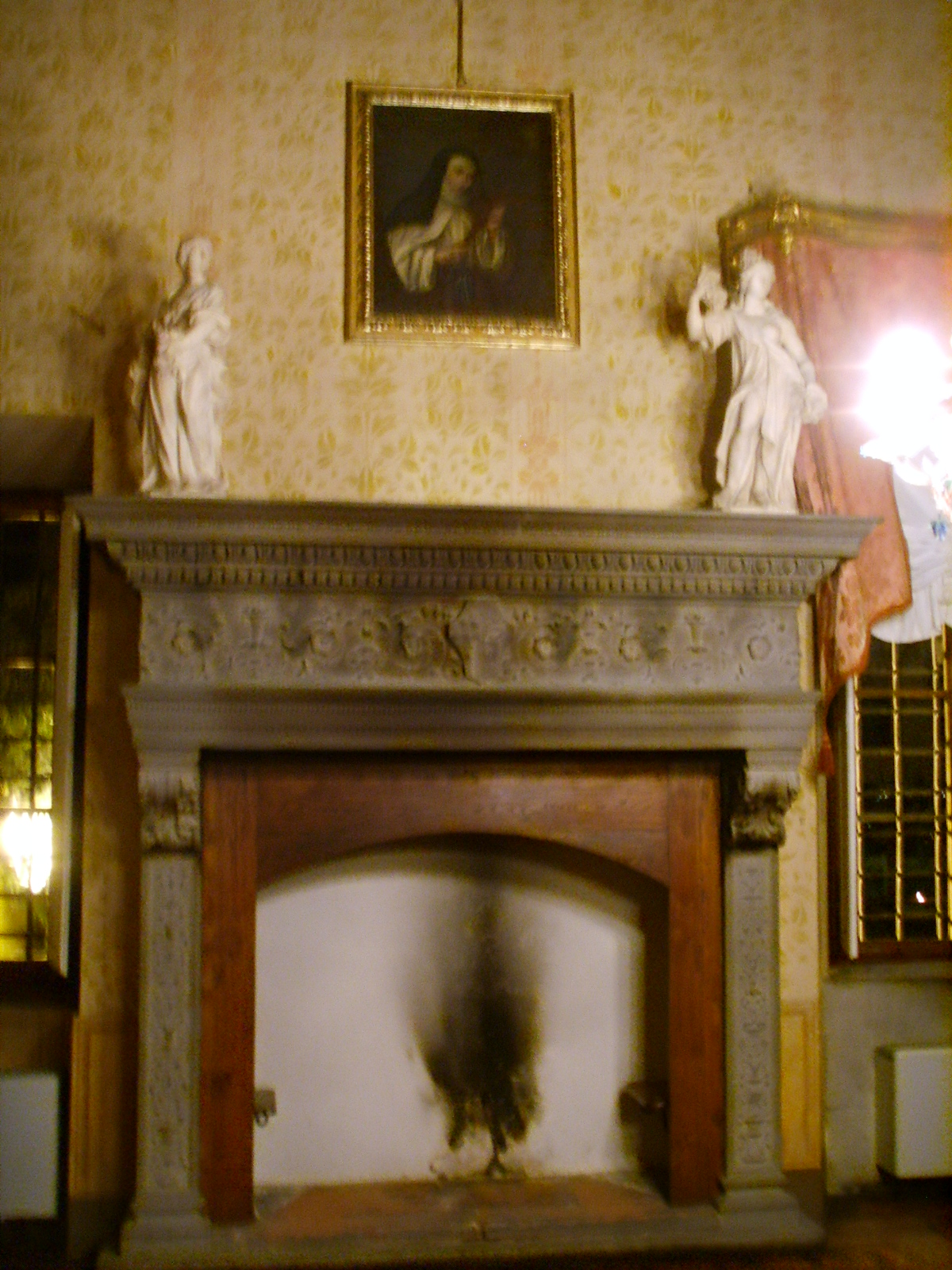
Sala da pranzo